# Albert Ferrer
Albert Ferrer (Barcelona, 6 juni 1970) is een Spaans voormalig profvoetballer en huidig trainer.

## Clubvoetbal
Ferrer was gedurende acht seizoenen de onbetwiste rechtsback van FC Barcelona. Chapi kwam op 13-jarige leeftijd in de jeugd van FC Barcelona terecht. In 1987 won hij samen met onder andere Guillermo Amor met de Juvenil A, het hoogste jeugdelftal van FC Barcelona, de Copa del Rey Juvenil. In de finale werd met 2-1 gewonnen van de Juvenil A van Real Madrid. Na een korte periode op huurbasis bij CD Tenerife, debuteerde de verdediger in 1990 onder Johan Cruijff in het eerste elftal. Ferrer werd vervolgens een vaste waarde voor het succesvolle Dream Team, dat onder andere de Europa Cup I won in 1992. In 1998 moest de Catalaan echter vertrekken, omdat Louis van Gaal onvoldoende vertrouwen had in hem. Ferrer tekende bij het Engelse Chelsea F.C., waar hij tot 2003 onder contract stond.

## Nationaal elftal
Ferrer speelde, tussen 1991 en 1999, 36 keer voor het Spaans nationaal elftal en hij nam deel aan de wereldbekers van 1994 en 1998. Het EK 1996 miste de verdediger door een blessure. Ferrer werd in 1992 op de Olympische Spelen van Barcelona met het Spaans olympisch elftal kampioen.

## Trainer
Eind oktober 2010 werd bekend dat Ferrer de nieuwe trainer zou worden van voetbalclub Vitesse. Ferrer is de eerste Spaanse coach in de Nederlandse Eredivisie. Samen met Stanley Menzo en zijn landgenoot Albert Capellas Herms waagde Ferrer een poging de ambities van eigenaar Merab Jordania te bewerkstelligen.
Onder Ferrer won Vitesse haar eerste competitieduel, thuis tegen Heracles Almelo, maar in de resterende wedstrijden in 2010 werden slechts twee punten gepakt. In de eerste 14 officiële wedstrijden van 2011 waren de resultaten wisselvallig met een duidelijke trend: alle uitwedstrijden gingen verloren, terwijl Vitesse in de thuiswedstrijden ongeslagen bleef. In de laatste competitiewedstrijd van het seizoen verloor Vitesse thuis van Excelsior en liep het daarbij de play-offs tegen degradatie net mis. Het bestuur was zeer ontevreden met het behaalde resultaat en de club maakte bekend dat Ferrer het volgende seizoen geen hoofdtrainer van Vitesse meer zou zijn.
Op 17 februari 2014 werd Ferrer aangesteld als hoofdtrainer bij Córdoba CF. In juni 2014 bereikte hij met Córdoba een promotie naar de Primera División via play-offs, nadat de club 42 jaar afwezig was geweest op het hoogste competitieniveau. Ferrer werd op 20 oktober 2014 ontslagen, nadat acht duels in de Primera División slechts vier punten hadden opgeleverd. De promotie leverde Ferrer wel de onderscheiding van Catalaans Trainer van het Jaar op. Vervolgens ging hij in de zomer van 2015 aan de slag bij Real Mallorca, maar werd daar op 1 december 2015 alweer ontslagen.

## Clubstatistieken
| Seizoen | Club         | Competitie       | Duels | Goals |
| ------- | ------------ | ---------------- | ----- | ----- |
| 1989/90 | Tenerife     | Primera División | 17    | 0     |
| 1990/91 | FC Barcelona | Primera División | 26    | 0     |
| 1991/92 | FC Barcelona | Primera División | 12    | 1     |
| 1992/93 | FC Barcelona | Primera División | 32    | 0     |
| 1993/94 | FC Barcelona | Primera División | 34    | 0     |
| 1994/95 | FC Barcelona | Primera División | 31    | 0     |
| 1995/96 | FC Barcelona | Primera División | 28    | 0     |
| 1996/97 | FC Barcelona | Primera División | 18    | 0     |
| 1997/98 | FC Barcelona | Primera División | 24    | 0     |
| 1998/99 | Chelsea      | Premier League   | 30    | 0     |
| 1999/00 | Chelsea      | Premier League   | 25    | 0     |
| 2000/01 | Chelsea      | Premier League   | 13    | 0     |
| 2001/02 | Chelsea      | Premier League   | 4     | 0     |
| 2002/03 | Chelsea      | Premier League   | 3     | 0     |
| Totaal  | Totaal       | Totaal           | 297   | 1     |

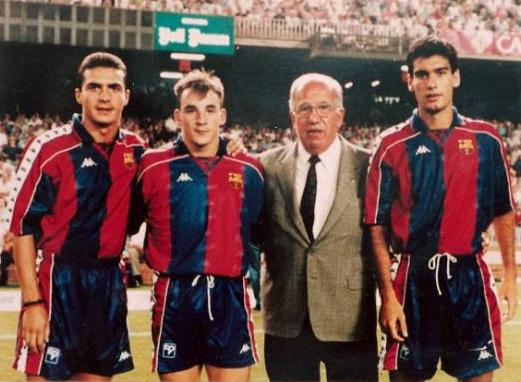
Een foto uit 1992 met daarop Albert Ferrer, Guillermo Amor, Josep Mussons en Josep Guardiola.

- : 36 interlands, 0 doelpunten.

## Carrière als trainer
| Seizoen   | Club     | Competitie                           | Functie      |
| --------- | -------- | ------------------------------------ | ------------ |
| 2010–2011 | Vitesse  | Eredivisie                           | Hoofdtrainer |
| 2014–2014 | Córdoba  | Segunda División A, Primera División | Hoofdtrainer |
| 2015      | Mallorca | Segunda División A                   | Hoofdtrainer |

## Erelijst
FC Barcelona
- La Liga: 1990/91, 1991/92, 1992/93, 1993/94, 1997/98
- Copa del Rey: 1996/97, 1997/98
- Supercopa de España: 1991, 1992, 1994, 1996
- Europacup I: 1991/92
- Europacup II: 1996/97
- Europese Supercup / UEFA Super Cup: 1992, 1997

 Chelsea
- FA Cup: 1999/00
- FA Community Shield: 2000
- UEFA Super Cup: 1998

 Spanje onder 23
- Olympische Zomerspelen: 1992